# Кисеарка
 Кисеарка  (баш.  Кесе Арҡа  — средний хребет) — хребет Южного Урала, расположенный в Ишимбайском районе РБ.
Кисеарка относится к хребтам Башкирского (Южного) Урала.
Хребет растянулся меридионально в междуречье Упая и Саргайелги (притоки р.Раузяк) в Ишимбайском районе РБ. Имеется 5 вершин.
Длина хребта — 9 км, ширина 2—4 км, высота 609 м.
Рельеф выровненный с ложбинами.
Состоит из полимиктовых песчаников и алевролитов ашинской серии венда.
Ландшафты — широколиственные остепнённые леса — липово-дубово-кленовые на горных серых лесных почвах.